# 诸葛瞻
諸葛瞻（227年—263年），字思远，琅邪阳都（山东沂南县）人，诸葛亮的长子，三國時期蜀漢後期的重臣，亦是書法家和畫家。曾为骑都尉和出任羽林中郎将，最終官至衛將軍。

## 生平

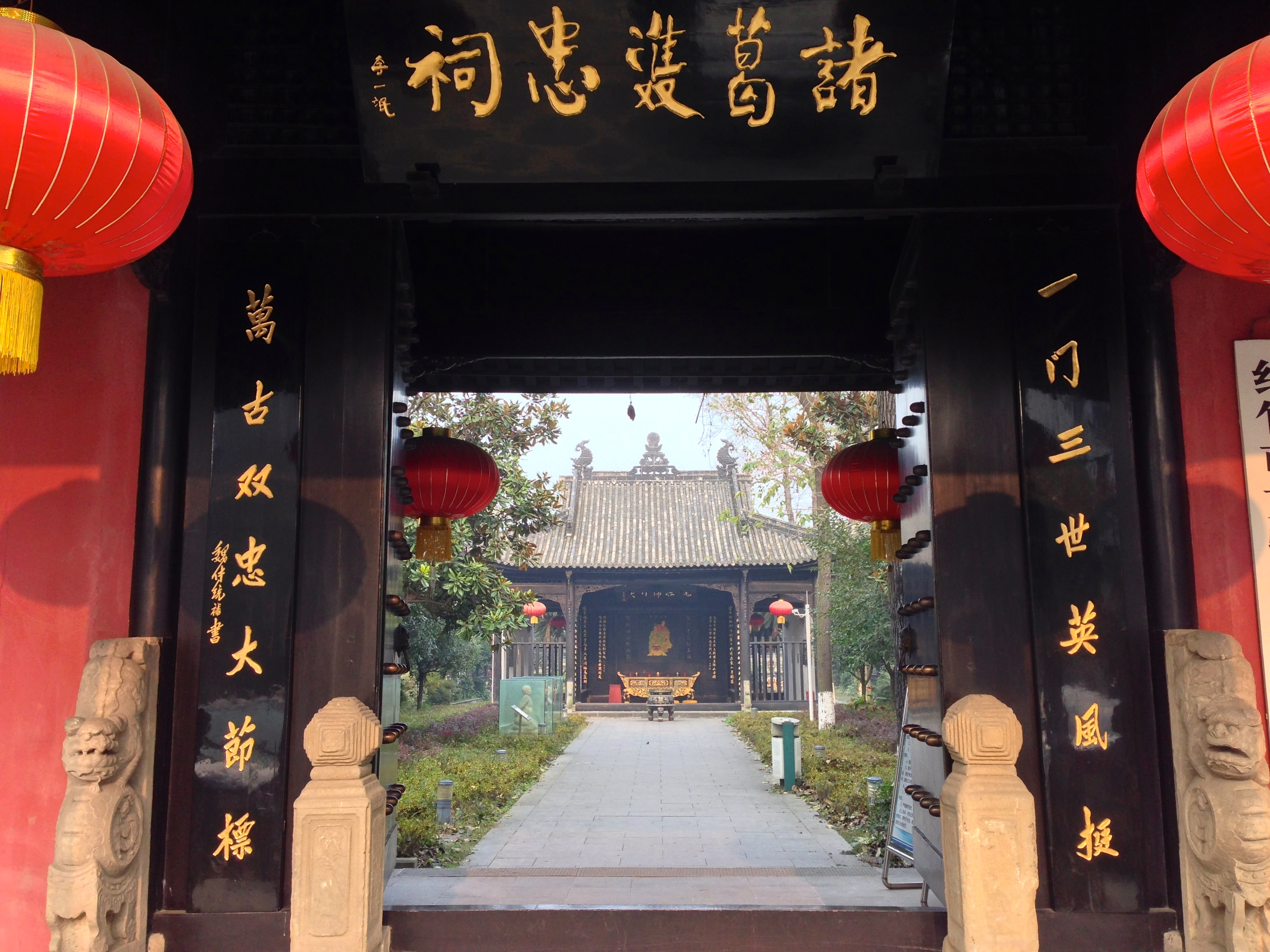
诸葛瞻战死处四川绵竹建有诸葛双忠祠纪念诸葛瞻父子

### 美名虛譽
諸葛瞻是诸葛亮晚年才得到的兒子，因此他十分关心诸葛瞻，有一次收到诸葛瞻的来信，文字写的很拙劣，诸葛亮十分不满，同时告诫诸葛瞻日後若饮酒要知道适度並留有《誡子書》一篇。
234年，諸葛亮在軍旅中寫信給他的哥哥諸葛瑾說：“瞻今已八歲，聰慧可愛，嫌其早成，恐不為重器耳。”（《三國志·蜀書·諸葛亮傳》，下引同）。
諸葛瞻17歲時娶蜀漢的公主為妻。為此，蜀漢授給他以騎都尉的官職。這是一種比將軍略低的武官。第二年，他又被升為羽林中郎將，負責護衛皇宮。以後，他又升遷為射聲校尉、侍中、尚書僕射加軍師將軍等職。當時由於益州人不忘舊德，十分懷念諸葛亮，便對諸葛瞻愛屋及烏，凡是有了成績，都會歸功於他。
诸葛瞻不满大将军姜维，曾上表请求让右将军阎宇取代之。

### 忠勇死義
263年秋，曹魏大將軍司馬昭策劃大舉伐蜀，命鄧艾率三萬餘人進攻姜維，雍州刺史諸葛緒則率三萬餘人斷其歸路，鍾會統十餘萬眾主力進攻漢中，命衛瓘為監軍。不久，鍾會攻破漢中，姜維退守劍閣，雙方相持不下。同年十月，鄧艾率精兵，從陰平小路進攻。鄧艾到達江油後，蜀漢守將馬邈投降。鄧艾率軍迅速攻涪城及綿竹，諸葛瞻在涪城卻步不前，黃崇多次勸諸葛瞻快速前行，佔據險要地勢，阻止敵軍進入平地。可惜諸葛瞻猶豫并沒有採納，黃崇因此流涕。鄧艾長驅直入，諸葛瞻曰：「吾內不除黃皓，外不制姜維，進不守江油，吾有三罪，何面目而反！」最後退守綿竹。邓艾派人送书信给诸葛瞻，劝他投降，说：“如果投降，必定上表给皇帝，封你为琅邪王。”诸葛瞻大怒，将邓艾使者斩首。黃崇激勵部下死戰，但最後黃崇被殺。諸葛瞻盡力反抗，最後與兒子诸葛尚皆戰死，邓艾筑台以为京观。但诸葛瞻臨難死義的行為，連敵人也表示敬佩。不久，鄧艾到達成都，劉禪投降，蜀漢滅亡。

## 評價
- 諸葛亮：瞻今已八歲，聰慧可愛，嫌其早成，恐不為重器耳。
- 锺會：巴蜀賢智文武之士多矣。至於足下、諸葛思遠，譬諸草木，吾氣類也。
- 干寶：瞻雖智不足以扶危，勇不足以拒敵，而能外不負國，內不改父之志，忠孝存焉。（《晉紀》）
- 司馬炎：諸葛亮在蜀，盡其心力，其子瞻臨難而死義，天下之善一也！
- 陳壽：瞻工書畫，強識念，蜀人追思亮，咸愛其才敏。每朝廷有一善政佳事，雖非瞻所建倡，百姓皆傳相告曰：「葛侯之所為也：」是以美聲溢譽，有過其實。
- 羅貫中：蒼天有意絕炎劉，漢室江山至此休。諸葛子孫皆效死，成都卿相盡添愁。智謀雖不扶危主，忠義真堪繼武侯。古往今來多少淚，行人哀怨哭墳丘。《三國志通俗演義》
- 蔡東藩：諸葛瞻不依黃崇之議，讓敵深入，猝至戰死，是咎在諸葛瞻。（《後漢演義》）

## 家族成员

### 祖先
- 諸葛豐，漢元帝时任司隸校尉，他以执法严格、性情刚直見称。

### 祖父
- 諸葛珪，諸葛亮父親。東漢末年為太山郡丞

### 父
- 諸葛亮，蜀漢丞相、领司隸校尉、錄尚書事、武鄉侯

### 兄弟
- 諸葛喬，本為伯父諸葛瑾次子，後成為諸葛亮養子。官至翊武將軍，早逝。

### 子
- 諸葛尚，諸葛瞻長子。與父親諸葛瞻在涪城一役中戰死。
- 諸葛京，諸葛瞻次子。264年，與諸葛攀之子諸葛顯移居河東，在晉朝仕官。根據《三國志·裴松之注》，諸葛京依著他的才能，被任命為郿（今陝西眉縣）令，而晉朝大臣山濤也稱讚過諸葛京，為郿令時政績可稱，應予拔擢。諸葛京最後官至江州刺史。

## 逸聞
- 落鳳坡的寺庙入口处的“将台”景点，相传为诸葛亮之子诸葛瞻当年点将之地，有个神话故事说：在诸葛瞻点将的前一天，这里还是一座土山，有神仙相助要建一点将台，晚上神仙伪装成卖猪匠，将其他地方的石头往白马寺赶，可是快到清晨时，一农夫起床看见问神仙在干什么，神仙回答我在赶猪，农夫说你明明赶的石头怎么会是猪，魔法被点破，正在路上的石头都停下来了，现在游人参观时仍然可以见到漫山的整齐方块石头，点将台看着也真有种未完工的景象[6]。
- 根據華陽國志卷八紀載，蜀中軍士王富在江原和臨邛一帶造反時自稱自己是諸葛瞻，後被李高擒獲，送交給益州刺史董榮問斬[7]。
- 四川绵竹建有诸葛双忠祠纪念蜀汉末年在绵竹关战死的诸葛瞻及其子诸葛尚，为四川重要蜀汉遗址之一，现存有清代建筑与三国两晋时期建造的诸葛瞻墓冢。祠内有“蜀汉三叛”士仁、麋芳与郝普的石雕跪像，与诸葛瞻父子形成强烈对比。

## 三國演義
- 小說中，諸葛瞻生母為黃夫人。父亲诸葛亮和黄夫人死后，以忠孝为遗训勉其子诸葛瞻。自幼聪明，娶後主劉禪女兒為夫人，后袭父亲武乡侯爵位。後遷升為行軍護衛將軍，因黃皓用事，而託病不出。
- 劉禪聽從郤正之言，即刻連發三道詔文召諸葛瞻到殿前。劉禪以成都受鄧艾侵攻等為理由哭泣，諸葛瞻愧疚接受，領兵防守。辭別劉禪整裝待發，集結諸將問誰領先鋒，一人喊著擔任先鋒之位，這就是自己的長子諸葛尚。諸葛瞻任命諸葛尚為先鋒，離開成都對抗魏軍，到綿竹進行駐兵防守。
- 第一次綿竹防守戰，諸葛瞻為了對抗鄧艾軍，使用上自己父親諸葛亮的木像和四輪車，讓正在進攻綿竹的師纂和鄧忠以為諸葛亮常在人世，導致敵軍混亂，大敗敵軍。鄧艾見二人回歸而責怒，喊道就算諸葛亮在世都不懼怕，而手下的哨兵回報是諸葛亮的木雕像，鄧艾派出二人再次進攻，下令師纂和鄧忠再次失敗就必當斬首，二人領一萬兵馬再次進攻。
- 第二次綿竹防守戰，諸葛尚先聲奪人壓倒性擊敗二人，諸葛瞻指揮兩隊人馬直撞魏陣，最後魏軍再次失敗。鄧艾見二人受傷未有責罵，見狀認為不能再拖時間，應該速破為佳。經過與監軍丘本商議後，派使者向諸葛瞻遞交招降書。諸葛瞻看罷怒斬使者，派人把頭顱領回鄧艾營地，鄧艾大怒，打算出擊，被丘本制止。
- 第三次綿竹防守戰，鄧艾派王颀、牵弘設伏兵於兩旁，然後親自攻擊諸葛瞻，諸葛瞻大怒衝入敵軍陣地還擊，鄧艾詐逃。諸葛瞻追擊路途上被伏兵擊敗，退守綿竹。此時，鄧艾與眾將士兵像鐵桶般圍着綿竹，諸葛瞻見此事危急派彭和赍书逃出，趕至東吳救援。至東吳吳主孫休與大臣討論後決定出兵，派老將丁奉作主帅率三萬兵力從壽春進發，丁封、孙异二人為副将，率兵五萬到沔中前進。諸葛瞻不見救兵，對眾將説：“長時間這樣防守不是辦法。”留諸葛尚和张遵，自己引兵出城進擊。鄧艾見諸葛瞻引兵出城便再次詐逃，諸葛瞻追趕忽然四面出現伏兵，把諸葛瞻圍住，雖然諸葛瞻引兵殺了數百人，但最後被鄧艾指揮的弓手把自軍弄到潰散，自己也射倒在馬下。諸葛瞻大呼，最後自刎報國。諸葛尚在城上看到父親死後憤怒出城，最後死於陣中。鄧艾憫二人忠孝，將二人合葬，并趁勢攻下綿竹。张遵、黄崇、李球三人各自引軍抵抗，可惜窮兵之下對鄧艾軍多人，三人最終战死。吳軍聽到蜀軍失敗淪陷，便引軍退還。

## 延伸阅读
[在维基数据编辑]
 《三國志·卷35》，出自陳壽《三國志》
 在维基共享资源阅览影像